# 传承 (歌曲)
《传承》是一首马来西亚语爱国歌曲，已故歌星苏迪曼的代表作品之一，赛哈伦填词，歌颂捍卫国家的战士，被喻为“永垂不朽”的爱国歌曲，于1982年收录在专辑《永恒》。
2014年马来西亚独立57周年的国庆主题“这里是爱诞生的地方”（Disini Lahirnya Sebuah Cinta），就是引用这首歌曲的歌词。